# Карл I Людвіг (курфюрст Пфальцу)
Карл I Людвіг (нім. Karl I. Ludwig; 22 грудня 1617 — 28 серпня 1680) — 16-й Курфюрст Пфальцу в 1648–1680 роках.

## Життєпис

### Курпринц
Походив з Рейнських Віттельсбахів, Циммернської гілки. Другий син Фрідріха V, курфюрста Пфальцу і короля Богемії, та Єлизавети Стюарт. Народився 1617 році в Гайдельберзі. У 1620 році внаслідок поразки батька в період Тридцятирічної війни разом з родиною емігрував до Нідерландів. У 1629 році після загибелі старшого брата Генріха Фрідріха став офіційним спадкоємцем трону.
У 1632 році помер Фрідріх V й Карл Людвіг отримав права на Пфальц. З цього часу вів активні перемовини з Габсбургами щодо свого повернення. Також звертався до вуйка — англійського короля Карла I Стюарта за допомогою. У цей час проживав при дворі останнього. У 1633 році став кавалером Ордену Підв'язки. У 1637 році разом з братом Рупрехтом отримав фінансову та військову допомогу від Англії, з якою спробував відвоювати Пфальц. Втім у битві 1638 року біля Флото брати зазнали поразки й потрапили у полон. Їх тримали у Лінці. Звільнився Карл Людвіг з братом лише у 1641 році.
Брав участь на боці Карла I у перші роки громадянської війни, але потім перебрався до Гааги. У 1644 році на запрошення парламенту повернувся до Лондону, де перебував до 1648 року, коли відповідно до Вестфальського миру повернув собі курфюрство Пфальцу (але без Верхнього Пфальцу). Втім залишався в Англії до 1649 року, був присутній при страті Карла I.

### Курфюрст
Восени 1649 року перебирається до Пфальцу, де вступив у права спадкоємства. Основні зусилля спрямовав на відновлення господарства курфюрства, яке було зруйновано Тридцатирічною війною. У внутрішній політиці підтримував переселення до своїх володінь кальвіністів з інших держав Європи. Водночас намагався дотримуватися релігійної терпимості.
1650 року одружився в Касселі з представницею династії ландграфів Гессен-Кассельських. У 1653 році у подружжя виникли серйозні розбіжності. 1657 року вступив у суперечку з Баварією щодо прав на імперський вікаріат. Того ж року розлучився з дружиною й одружився у 1658 році з фон Дегенфельд. Втім цей шлюб було визнано морганатичним. Для Дегенфельд курфюрст відбудував Шветцингенський замок.
З 1660-х років взяв курс на союз з Францією. 1667 року дружина курфюрста відмовилася від імені дітей на права в Пфальці. Натомість Карл I Людвіг надав синам від цього шлюбу титули рауграфів.
Втім під час війни останньої з Голландією та Священною Римською імперією відмовився надати допомогу. Тому французькі війська 1674 року сплюндрували частину Пфальцу, взявши військовий податок у 150 тис. талерів. 1677 року померла друга дружина, а 1679 року курфюрст одружився втретє. Помер 1680 року. Йому спадкував син Карл II.

## Родина
1 Дружина — Шарлотта, донька ландграфа Вільгельма V Гессен-Кассельського і Амалії Єлизавети Ганау-Мюнценберзької
Діти:
- Карл (1651—1685), 17-й курфюрст Пфальцу
- Єлизавета Шарлотта (1652—1722), дружина французького принца Філіпа Орлеанского

Фрідріх (1653—1654)
2 Дружина — Марія Луїза, донька барона Крістофора Мартина фон Дегенфельда
Діти:
- Карл Людвіг (1658—1688)
- Кароліна Єлизавета (1659—1696), дружина герцога Мейнгарда фон Шомберг
- Луїза (1661—1733)
- Людвіг (1662—1662)
- Амалія Єлизавета (1663—1709)
- Георг Людвіг (1664—1665)
- Фредеріка (1665—1674)
- Фрідріх Вільгельм (1666—1667)
- Карл Едуард (1668—1690)
- Софія (д/н—1669)
- Карл Моріц (1670—1702)
- Карл Август (1672—1691)
- Карл Казимир (1675—1691)

3 Дружина — Єлизавета Голлендер
Діти:
- Карл Людвіг (1681—д/н)